# LANY
LANY (/ˈleɪni/; аббревиатура от "Los Angeles New York") - американская поп-рок-группа из Лос-Анджелеса. Образованная в Нэшвилле в 2014 году, группа состоит из Пола Джейсона Кляйна и Джейка Клиффорда Госса.
Подписав контракт с лейблами Polydor и Interscope Records, группа выпустила три альбома из топ-40: "LANY" (2017), "Malibu Nights" (2018) и "Mama's Boy" (2020). Кроме того, они выпустили множество синглов, самыми успешными из которых стали сертифицированный RIAA "ILYSB" (2015), совместная работа Джулии Майклз "Okay" (2019) и "Mean It" (2019) с Lauv. В 2020 году они выпустили свой третий студийный альбом "Mama's Boy", за которым в сентябре 2021 года последовал их четвертый альбом "gg bb xx".

## Музыкальная карьера

### 2014-2017: Музыкальное начало и LANY
LANY были образованы в марте 2014 года, когда Пол Джейсон Кляйн, у которого была небольшая сольная карьера, прилетел в Нэшвилл, чтобы встретиться с друзьями Джейком Госсом и Лесом Пристом. Ранее у Госса и Приста был отдельный проект под названием WRLDS, но он было прекращен после образования LANY. В следующем месяце они анонимно загрузили две песни, "Hot Lights" и "Walk Away", в свой аккаунт SoundCloud с нулевым количеством подписчиков, чтобы провести различие между их старыми и новыми проектами. В интервью Кляйн объясняет, что после выхода этих синглов они начали получать электронные письма от звукозаписывающих лейблов в течение шести дней, из которых он до сих пор не знает, как они нашли музыку. Позже в том же году последовал их дебютный EP, "Acronyms", с песней "ILYSB", вызвавшей значительный интерес в Интернете. Вскоре последовали синглы "Made in Hollywood" и "Bad, Bad, Bad", а также раскрытие их личностей.
LANY - это аббревиатура от "Лос-Анджелес, Нью-Йорк". Кляйн объяснил это название в интервью:
"Мы знали, что хотим слово из четырех букв из-за дизайна и эстетических соображений, но, как вы можете себе представить, взяты все слова из четырех букв во всем мире. Мы перешли на акронимы и какое-то время думали, что будем TTYL, но потом решили, что не хотим быть 13-летними всю оставшуюся жизнь. В конце концов я придумал протяженность через всю страну от Лос-Анджелеса до Нью-Йорка, и сначала я думал, что это будет L-A-N-Y, но люди продолжали путаться в том, как это произносится, когда я им говорил, произнося что-то вроде "L-A-and-Y?"И тогда мы такие: забудь об этом — давай называть себя LANY, произносится как Лэй-Ни".

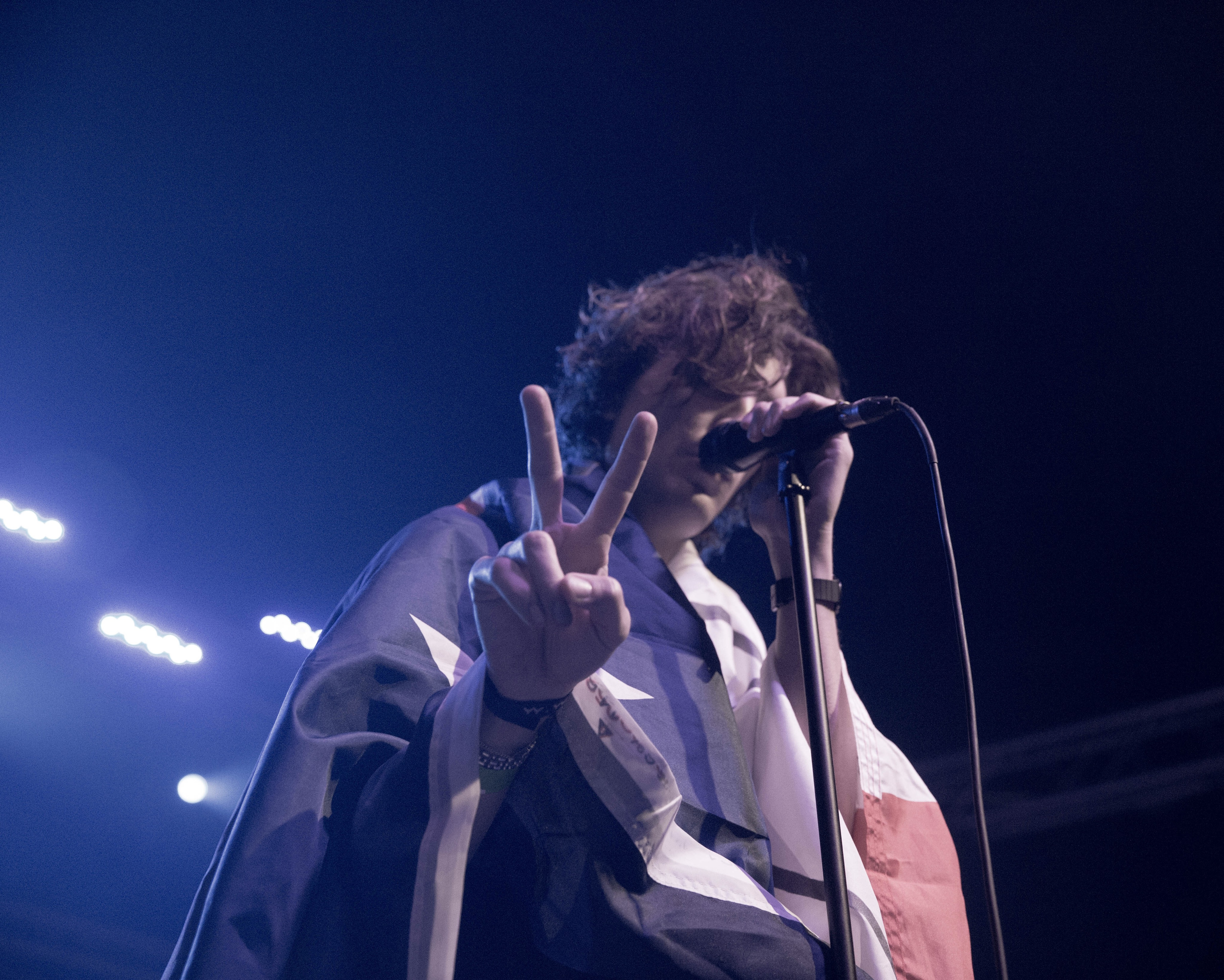
Пол Кляйн из LANY в Далласе, штат Техас, 11 сентября 2015 года.

В 2015 году LANY отправилась в турне по Америке, поддерживая Twin Shadow, Tove Styrke, X Ambassadors, Троя Сивана и Холзи. Второй EP под названием "I Loved You". последовали выступления на фестивалях, включая Lollapalooza.

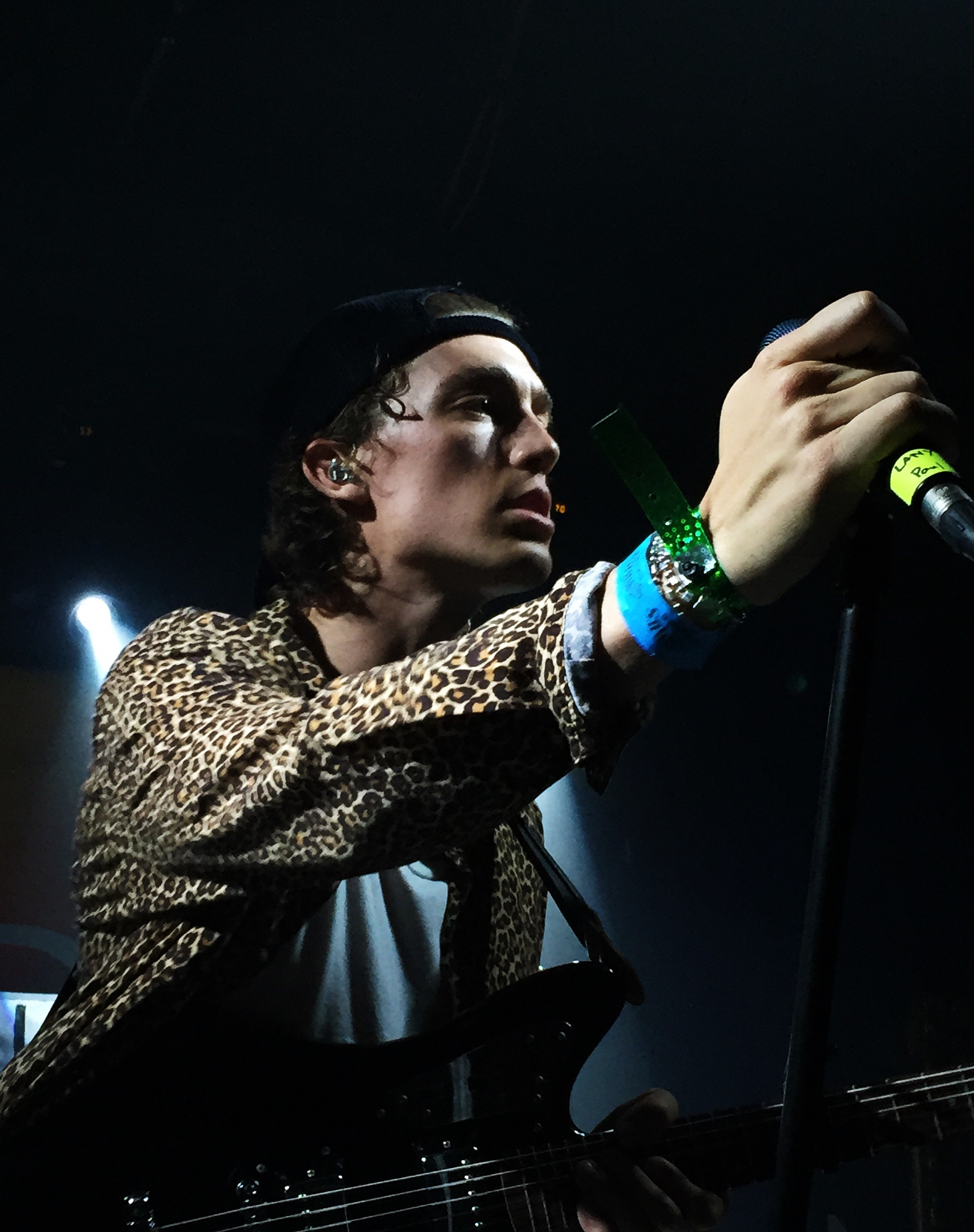
Пол Кляйн из LANY в Далласе, штат Техас, 23 июля 2015 года.

В декабре 2015 года, после подписания контракта с Polydor Records, был выпущен переизданный EP под названием "Make Out", состоящий из всех песен (не включая "Hot Lights" и "OMG"), выпущенных до "I Loved You". Вскоре после этого было объявлено о туре в поддержку Элли Голдинг по Великобритании, запланированном на март 2016 года, и на YouTube была выпущена концертная версия "ILYSB". Тур в поддержку Троя Сивана по США продолжался весь февраль, после чего в мае было объявлено об их первом хедлайнере по США - "The Make Out Tour". 11 марта 2016 года LANY выпустили сингл под названием "Where the Hell Are My Friends". Трек дебютировал на Beats 1 с участием Zane Lowe. Месяц спустя они выпустили свое первое музыкальное видео на эту песню.
После майского тура LANY отыграли серию фестивалей в середине 2016 года, включая Bonnaroo, Firefly и Outside Lands.
Осенью 2016 года LANY начали свой второй тур под названием "the Kinda Tour" в поддержку одноименного EP. Он включал 14 европейских дат и 37 американских дат.
15 февраля 2017 года LANY объявили, что они будут выступать на семи концертах тура Джона Майера "The Search for Everything Tour". Он включал пять концертов в США и два концерта в Канаде.
Через свои официальные Instagram и Twitter группа объявила, что они выпустят свой дебютный альбом "LANY" 30 июня 2017 года, которому 3 марта будут предшествовать синглы "Good Girls", а также "It Was Love", "The Breakup" и "13".
30 июня 2017 года LANY выпустили свой дебютный одноименный альбом. Сингл "Super Far" дебютировал на Beats 1 Зейна Лоу на Apple Music перед выпуском полноформатного альбома. Группа открыла всплывающие магазины в Лос-Анджелесе и Нью-Йорке для продвижения альбома. Они выпустили музыкальные клипы на "Good Girls", "ILYSB" и "Super Far". Группа объявила о хедлайнере тура по США, который проходил с сентября по ноябрь 2017 года. Лето 2017 года LANY провела, играя на фестивалях и гастролируя по Австралии и Азии. Они гастролировали по Европе зимой 2017 года.

### 2018-2019: "Malibu Nights"
LANY анонсировали свой второй альбом "Malibu Nights" 8 марта 2018 года через пост в Instagram. Кляйн заявил, что альбом был написан с 4 января по 14 февраля 2018 года.
5 апреля 2018 года LANY дали свой первый концерт на арене «Araneta Coliseum» на Филиппинах. Билеты на шоу были распроданы за 24 часа, что привело ко второму шоу на следующий вечер.
Первый сингл, "Thru These Tears", был выпущен 17 июля. Второй сингл с альбома, "I Don't Wanna Love You Anymore", был выпущен 22 августа 2018 года. Их долгожданный второй студийный альбом "Malibu Nights" был выпущен 5 октября 2018 года и состоит из девяти песен. В 2018 году LANY отправились в мировое турне "Malibu Nights World Tour", которое началось в октябре и продлится до октября 2019 года. Группа выпустила сингл "Okay" с певицей Джулией Майклз 23 апреля 2019 года. Это была их первая песня, в которой фигурировал известный исполнитель. 14 ноября 2019 года LANY сотрудничали с американским певцом и автором песен Lauv над песней “Mean It”, которая в конечном итоге вошла в дебютный альбом Lauv "How I'm Feeling". 17 декабря 2019 года было выпущено музыкальное видео с участием обоих артистов в пустынях Лос-Анджелеса.
С 23 по 25 июля в Маниле, в Mall of Asia Arena, были распроданы три концерта подряд.

### 2020: "Mama's Boy"
30 апреля 2020 года LANY объявили название своего третьего альбома "Mama's Boy" через социальные сети. Альбом был выпущен 2 октября 2020 года. 13 мая они выпустили главный сингл альбома "Good Guys". 1 июля был выпущен их второй сингл "If This Is the Last Time". Третий сингл с альбома, "You!", был выпущен 13 августа 2020 года. Два месяца спустя, 2 октября 2020 года, они выпустили свой третий студийный альбом под названием "Mama's Boy". Для продвижения альбома группа объявила о 5 концертах в Соединенном Королевстве и Ирландии на 2021 год. Предварительная продажа началась 30 сентября, а общая распродажа началась 2 октября. Группа объявила о новых датах, которые будут назначены на более поздний срок.

### 2021-2022: "gg bb xx" и уход Приста
4 февраля 2021 года группа LANY выпустила подарочное издание "Mama's Boy". Оно включало выпуск трех новых версий песен — "Heart Won't Let Me" (stripped), "Sad" (stripped) и "I Still Talk to Jesus" (live). "Я хотел, чтобы the outer звучал так, как будто я играл эту песню один в комнате воскресной школы со слегка приоткрытой дверью, а вы слушали дальше по коридору", - сказал Кляйн об оригинальной записи. Живое исполнение трека привлекает слушателей еще ближе и помещает их в комнату рядом с LANY. 12 июля LANY объявили, что их четвертый альбом, "gg bb xx", выйдет 3 сентября. Выпуск альбома начался с выпуска "dancing in the kitchen" 25 июня.
Делюкс-версия "gg bb xx" была выпущена 5 ноября, добавив к пластинке 5 дополнительных песен, а также демо-версию "dna", которая была выпущена в качестве сингла одновременно с "up to me". Также были включены предыдущие совместные работы "I Quit Drinking" с Келси Баллерини и "Stupid Feelings" с 220 Kid.
7 апреля 2022 года группа объявила об уходе клавишника Леса Приста, который ушел "чтобы сосредоточиться на жизни в качестве сценариста/продюсера в Нэшвилле".

## Участники группы
Нынешние участники
- Пол Джейсон Кляйн – ведущий вокал, фортепиано, клавишные, гитара (2014–настоящее время)
- Джейк Клиффорд Госс – барабаны, перкуссия, сэмплы (2014–настоящее время)

Нынешние гастролирующие музыканты
- Эрик "Пафф" Скарборо – клавишные, гитара, бэк-вокал (2021– настоящее время)
- Ким Ви – клавишные, бас-гитара, бэк-вокал (2021–настоящее время)

Бывшие участники
- Чарльз Лесли Прист – клавишные, синтезаторы, гитара, бэк-вокал (2014-2022)

Бывшие гастролирующие музыканты
- Джулиано Пиццуло – клавишные, гитара, бэк-вокал (2018-2020)

## Дискография

### Студийные альбомы
| Название | Детали                                                        | Пиковая позиция в чарте | Пиковая позиция в чарте | Пиковая позиция в чарте |
| Название | Детали                                                        | US                      | AUS                     | UK                      |
| -------- | ------------------------------------------------------------- | ----------------------- | ----------------------- | ----------------------- |
| LANY     | - Релиз: June 30, 2017 - Лейбл: Polydor - Форматы: CD, LP, MD | 32                      | 53                      | 90                      |

### Мини-альбомы
| Название    | Детали |
| ----------- | --- |
| Acronyms    | - Релиз: 2014 - Лейбл: Self-released - Форматы: Загрузка, 12" Песни - 1. "(OMG)" - 2. "ILYSB" - 3. "BRB" |
| I Loved You | - Релиз: June 9, 2015 - Лейбл: Polydor - Форматы: Загрузка , 12" Песни - 1. "4EVER!" - 2. "youarefire" - 3. "Someone Else" - 4. "I Don't Care" - 5. "Bad, Bad, Bad" (Matt DiMona Remix)                         |
| Make Out    | - Релиз: December 11, 2015 - Лейбл: Polydor - Форматы: Загрузка , 12" Песни - 1. "ILYSB" - 2. "Walk Away" - 3. "Bad, Bad, Bad" - 4. "Made in Hollywood" - 5. "BRB; Kiss" - 6. "ILYSB" (Stripped)                |
| kinda       | - Релиз: June 24, 2016 - Лейбл: Polydor - Формат: Загрузка , 12" Песни - 1. "like you lots" - 2. "yea, babe, no way" - 3. "pink skies" - 4. "current location" - 5. "quit" - 6. "WHERE THE HELL ARE MY FRIENDS" |

### Синглы
| Название                        | Год  |
| ------------------------------- | ---- |
| «Hot Lights» / «Walk Away»      | 2014 |
| «Made in Hollywood»             | 2014 |
| «Bad, Bad, Bad»                 | 2014 |
| «WHERE THE HELL ARE MY FRIENDS» | 2016 |
| «It Was Love»                   | 2017 |
| «The Breakup»                   | 2017 |
| «13»                            | 2017 |
| «Super Far»                     | 2017 |